# Krstače
Krstače (cyr. Крстаче) – wieś w Bośni i Hercegowinie, w Republice Serbskiej, w gminie Bileća. W 2013 roku liczyła 5 mieszkańców.